# Cervillego de la Cruz
Cervillego de la Cruz település Spanyolországban, Valladolid tartományban.  Lakosainak száma 91 fő (2024).

## Népesség
A település népessége az utóbbi években az alábbiak szerint változott:
| Lakosok száma | 150  | 139  | 129  | 106  | 100  | 95   | 94   | 90   | 91   | 91   |
|               | 2001 | 2004 | 2007 | 2009 | 2012 | 2014 | 2017 | 2019 | 2022 | 2024 |